# Blastobasis rubiginosella
Blastobasis rubiginosella is een vlinder uit de familie spaandermotten (Blastobasidae). De wetenschappelijke naam is voor het eerst geldig gepubliceerd in 1896 door Rebel.
De soort komt voor in Europa.